# الحازة (كشر)

تعديل مصدري - تعديل

الحازة هي إحدى قرى عزلة عاهم بمديرية كشر التابعة لمحافظة حجة، بلغ تعداد سكانها 581 نسمة حسب تعداد اليمن لعام 2004.